# Aleksander Aleksandrovič Tučkov
Aleksander Aleksandrovič Tučkov (rusko Александр Алексеевич Тучков), ruski general, * 1778, † 1812.
Bil je eden izmed pomembnejših generalov, ki so se borili med Napoleonovo invazijo na Rusijo; posledično je bil njegov portret dodan v Vojaško galerijo Zimskega dvorca.

## Življenje
Rodil se je kot najmlajši sin inženirskega generalporočnika Aleksandra Vasiljeviča Tučkova; vseh petov bratov je doseglo generalski čin in štirje brati (Nikolaj, Pavel, Sergej in Aleksander) so se borili v patriotski vojni. 
Leta 1788 je vstopil kot bajonetni kadet v Bombardirski polk. 27. junija 1794 je bil povišan v stotnika ter pričel aktivno vojaško službo v 2. artilerijskem bataljonu. 25. aprila 1799 je bil povišan v polkovnika in 15. novembra naslednjega leta je bil imenovan za poveljnika 6. artilerijskega polka. 
Leta 1801 je zapustil vojaško službo, z namenom študijskega potovanja po evropskih državah. Čez tri leta se je vrnil v vojaško službo in sicer je bil dodeljen Muromskemu pehotnemu polku. Čez dve leti je bil premeščen v Tavričenski grenadirski polk, s katerim se je udeležil kampanje leta 1806-07. 
3. decembra 1806 je bil imenovan za Revelskega mušketirskega polka; leta 1811 je bil slednji preoblikovan v pehotni polk. Leta 1808 se je polk boril na Finskem, kjer je dvakrat zavrnil švedsko izkrcanje. Za zasluge je bil 12. decembra 1808 povišan v generalmajorja. 
Med patriotsko vojno je poveljnik polka ter istočasno tudi 1. brigade 3. pehotne divizije. Med Bitka pri Borodinu je bil smrtno ranjen.
Ob 100. obletnici patriotske vojne je bil 26. avgusta 1912 7. pehotni revelski polk, kateremu je Tučkov poveljeval leta 1812, preimenovan v 7. pehotni revelski polk generala Tučkova.